# IC 300
IC 300 је лентикуларна галаксија у сазвјежђу Персеј која се налази на листи објеката дубоког неба у Индекс каталогу.
Деклинација објекта је + 42° 24' 54" а ректасцензија 3h 14m 15,8s. Привидна величина (магнитуда) објекта IC 300 износи 15,0 а фотографска магнитуда 16,0.